# Brendan Evans
Brendan Evans (8 de abril de 1986, en Pontiac, Estados Unidos), es un tenista profesional. El ranking más alto en su carrera ha sido el puesto 117, alcanzado el 12 de octubre de 2009. En el Campeonato de Wimbledon 2010 ganó al neerlandés Jesse Huta Galung, y perdió en segunda ronda contra Albert Montañés en 5 sets.